# Peter Jablonski
Peter Jablonski, född 25 februari 1971 i Lyckeby, Karlskrona, är en svensk konsertpianist och dirigent.  Jablonski har studerat på Musikhögskolan i Malmö och på Royal College of Music i London. 
Peter Jablonski är bror till Patrik Jablonski.
Vid Grammisgalan 2025 prisades Jablonski i kategorin Årets klassiska.

## Priser och utmärkelser
- Edison Music Awards för inspelningen av Rhapsody on a theme of Paganini av Rachmaninov med Royal Philharmonic Orchestra och Vladimir Asjkenazi
- Årets svensk i världen 1996
- Warszawa-höst-festivalens Orpheus Award för sitt uruppförande av  Wojciech Kilars pianokonsert
- Litteris et Artibus 2005